# Novosuctobelba pauper
Novosuctobelba pauper är en kvalsterart som först beskrevs av Sandór Mahunka 200.  Novosuctobelba pauper ingår i släktet Novosuctobelba och familjen Suctobelbidae. Inga underarter finns listade i Catalogue of Life.